# Servicio de Información y Policía Militar
El Servicio de Información y Policía Militar (SIPM) fue la agencia de inteligencia y de organización de la represión que existió en la zona sublevada durante la Guerra Civil Española y durante los primeros tiempos de la Dictadura franquista. Durante la contienda jugó un importante papel en el establecimiento de la "quinta columna" en la zona republicana. También desempeñó un papel destacado en la persecución y detención de «rojos» en los territorios de la zona leal que fue ocupando el bando rebelde y que fueron a menudo objeto de torturas y de malos tratos.

## Historia
Poco después del comienzo de la Guerra civil, en la zona sublevada comenzaron a actuar varios servicios de espionaje debido a la necesidad de obtener información por parte de los mandos rebeldes. Este fue el caso del Servicio de Información Militar (SIM) creado el 14 de septiembre de 1936 por orden de la Junta de Defensa Nacional en Burgos. Este nuevo servicio estaba dirigido por el coronel Salvador Múgica Buhigas y tenía el fin de dirigir "todo lo relacionado con los servicios de espionaje y contraespionaje centralizando las informaciones de esta clase procedentes de los segundos negociados SSE y Jefes de Columnas". En este mismo periodo, también surgió el Servicio de Información del Nordeste de España (SIFNE). Esta organización fue creada al amparo del general Mola y del Conde de los Andes con el apoyo de monárquicos, aristócratas y de la minoría de la derecha catalana conservadora. Su ámbito de actuación estuvo principalmente en Francia y en otros países extranjeros. El SIFNE destacó por sus labores de espionaje en la frontera entre Francia y Cataluña y por el control realizado sobre los envíos de armas que arribaban a los puertos franceses en dirección a la zona republicana. El partido único del régimen, FET de las JONS, también dispuso de su propia policía secreta, el Servicio de Información e Investigación.
En noviembre de 1937 el SIM se renombró como «Servicio de Información y Policía Militar», bajo la dirección del Coronel José Ungría Jiménez. Poco después de su creación el presidente de la Junta Técnica del Estado, Francisco Gómez-Jordana, financió al SIPM con 300.000 pesetas anuales. El SIFNE fue absorbido pora el SIPM el 28 de febrero de 1938. Dentro de su organización, también dispuso de una sección antimasónica dirigida por el eclesiástico Julio Busquets conocida como la Sección J.M. 
El SIPM sustituyó o reunió a los distintos servicios de espionajes en la zona sublevada (el SIFNE, por ejemplo), unificando bajo dirección de Ungría todas las redes de espías. Desde comienzos de 1938 se encargó de intensificar las actividades de espionaje y desmoralización en la zona republicana. En el Madrid republicano logró construir una importante red de espionaje y de apoyo a través de falangistas y otros agentes de la quinta columna. A mediados de 1938 el SIPM contaba con 30.000 agentes a su servicio, habiendo tejido una red de espías que alcanzaba la escuela de oficiales de Barajas y varias redes de espías en Cataluña. Su conocimiento llegó a ser tal que los agentes de Ungría estuvieron enviando informes durante semanas alertando sobre la posibilidad de que los republicanos lanzasen una importante ofensiva en el Frente del Ebro, a pesar de lo cual, el general Franco los ignoró sistemáticamente. En las últimas semanas de la guerra, sus agentes desplegados en Madrid tuvieron un papel fundamental en los contactos con el comandante del Ejército Republicano en la capital, el coronel Casado, y la rendición de los Ejércitos republicanos.
Una vez finalizada la contienda, la actividad del SIPM no se detuvo: siguió controlando las actividades de los líderes republicanos, como Manuel Azaña y Juan Negrín, gracias a los informes de antiguos funcionarios de la República. Pero en la inmediata posguerra su papel se vio reducido al de perseguir a todo aquel que fuera opositor al régimen franquista, ya que las Fuerzas Armadas crearon su propio servicio de espionaje, la llamada «Tercera Sección de Información del Alto Estado Mayor» (SIAEM). Durante los siguientes años muchos miembros del SIPM acabaron integrándose en la Brigada Político-Social, la policía secreta del franquismo.
El SIPM fue finalmente disuelto en 1939 por decreto del ministro del Ejército, el general Varela.